# ملكة جمال أمريكا 2008
مسابقة ملكة جمال أمريكا 2008 ، هي مسابقة ملكة جمال أمريكا الواحد والثمانين في تاريخ المسابقة، عقدت في لاس فيغاس ستريب في بارادايس، نيفادا يوم السبت، 26 يناير 2008.
تم بث المسابقة مباشرة على تي أل سي في مسرح الفنون المسرحية في منتجع وكازينو بلانيت هوليوود، وهي المرة الثالثة فقط التي تقام فيها المسابقة خارج أتلانتيك سيتي.
توجت كريستين هاجلوند (ميشيغان) ملكة جمال أمريكا لعام 2008 من قبل ملكة جمال أمريكا 2007 ، لورين نيلسون.

## النتائج

### المراكز النهائية
| النتائج النهائية      | اسم المتنافسة |
| --------------------- | --- |
| ملكة جمال أمريكا 2008 | - ميشيغان - كيرستن هاغلوند |
| الوصيفة الأولى        | - إنديانا - نيكول راش |
| الوصيفة الثانية       | - واشنطن - إليس أوميموتو |
| الوصيفة الثالثة       | - فرجينيا - هانا كيفر |
| الوصيفة الرابعة       | - كارولاينا الشمالية - جيسيكا جاكوبس |
| أفضل 8                | - كاليفورنيا - ميليسا شاتي - تكساس - مولي هازليت - ويسكونسن - كريستينا طومسون                                                                             |
| أفضل 10               | - جورجيا - ليا ماسي - آيوا - ديانا ريد |
| أفضل 16               | - أركنساس - كاتي بيلي - فلوريدا - كايلي ويليامز - ميسيسيبي - كيمبرلي مورغان - كارولاينا الجنوبية - كريستال غاريت - تينيسي - غريس غور - يوتا - جيل ستيفنز* |

* - America's Choice